# Phospholipide
 (janvier 2022).
Si vous disposez d'ouvrages ou d'articles de référence ou si vous connaissez des sites web de qualité traitant du thème abordé ici, merci de compléter l'article en donnant les références utiles à sa vérifiabilité et en les liant à la section « Notes et références ».

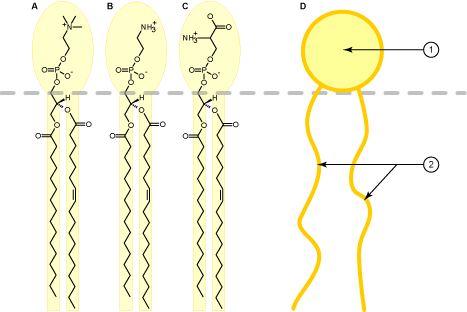
Représentation schématique de quelques phosphoglycérides.
A. phosphatidylcholine,
B. phosphatidyléthanolamine,
C. phosphatidylsérine,
D. représentation schématique avec :
- une « tête » polaire et
- deux « queues » aliphatiques.

Organisation des phospholipides en milieu aqueux.

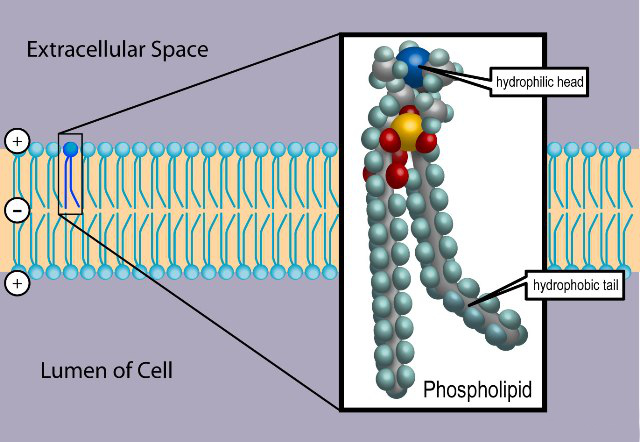
Représentation d'une membrane cellulaire montrant l'organisation des phospholipides en bicouche lipidique.

Structure générique de sphingomyéline.

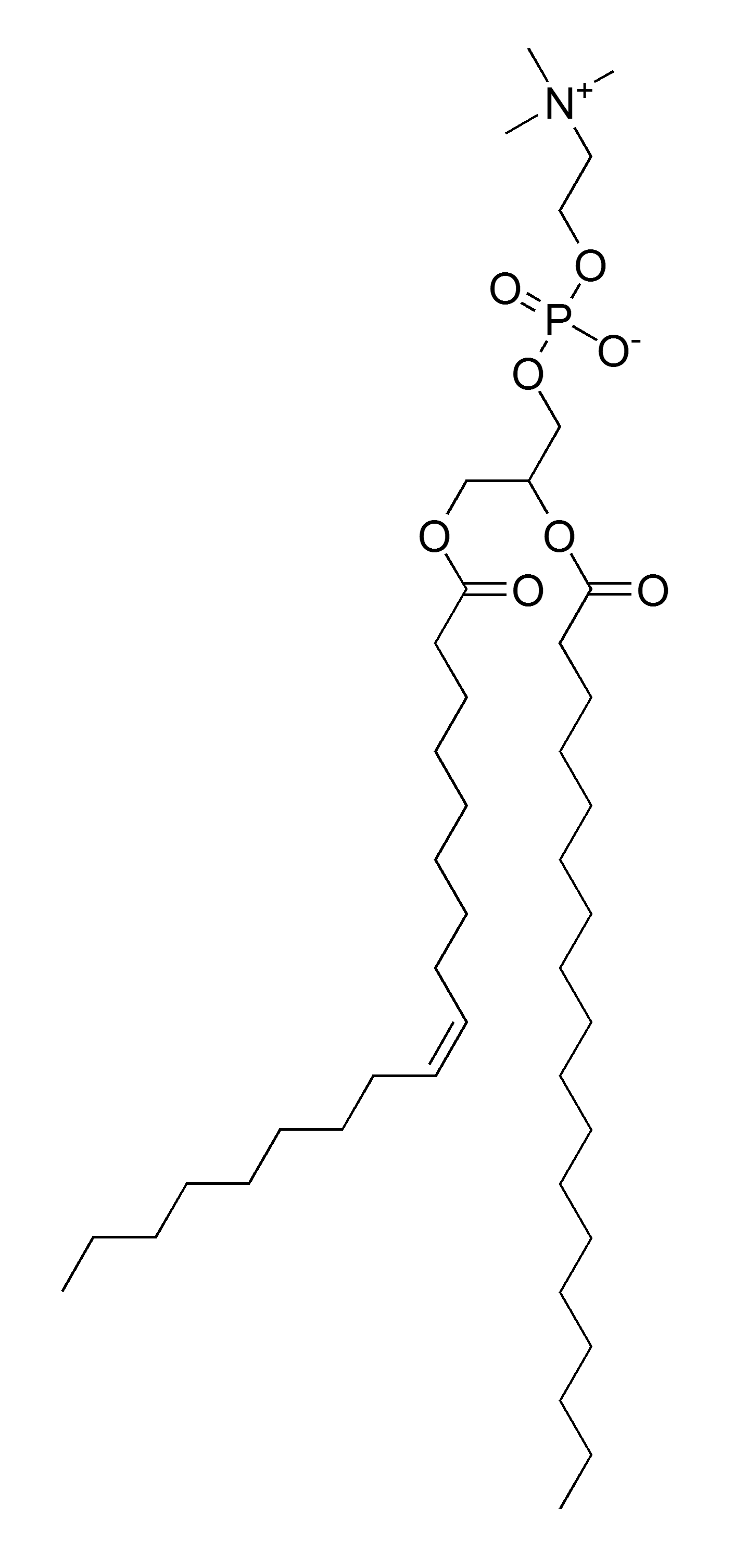
1-oléyl-2-stéaryl-phosphatidylcholine.

Un phospholipide est un lipide contenant un groupe acide phosphorique en tant que mono ou di-ester. Cette famille inclut notamment les acides phosphatidiques et les phosphoglycérides. Ce sont des lipides amphiphiles, c'est-à-dire constitués d'une « tête » polaire (hydrophile) et de deux « queues » aliphatiques (hydrophobes)  .
La plupart des phospholipides sont les phosphoglycérides, dont la tête s'organise autour d'un résidu glycérol-3-phosphate estérifié par une molécule polaire, et les deux queues sont les chaînes aliphatiques de deux acide gras. Les autres phospholipides sont les sphingolipides, qui dérivent structurellement de la sphingosine, des sphingomyélines ou des céramides et non du glycérol, la sphingosine constituant l'une des deux queues aliphatiques.
Les premiers phospholipides isolés de tissus vivants ont été caractérisés comme tels en 1847 par le chimiste français Théodore Nicolas Gobley à partir de lécithine de jaune d'œuf — il s'agissait plus précisément de phosphatidylcholines. Les phospholipides sont les constituants essentiels des membranes cellulaires où, avec des molécules de cholestérol, ils s'organisent en bicouche lipidique dans laquelle les queues hydrophobes sont orientées vers l'intérieur de la structure tandis que les têtes polaires forment les deux surfaces de la bicouche.

## Structure
Les propriétés physicochimiques des phospholipides dépendent à la fois de la molécule polaire de la tête hydrophile et des chaînes aliphatiques des queues hydrophobes. En milieu aqueux, de telles molécules amphiphiles tendent à s'organiser de telle sorte que seule leur tête hydrophile soit en contact avec les molécules d'eau, ce qui aboutit typiquement à des structures en micelle, en liposome ou en bicouche lipidique.
C'est la base des structures vivantes, qui s'organisent toujours à partir d'une membrane cellulaire séparant l'intérieur de la cellule du milieu extérieur. Des membranes internes peuvent définir des compartiments intérieurs au sein des cellules eucaryotes — appelés organites — tels que des mitochondries, des chloroplastes, un (ou plusieurs) noyau(x), un réticulum endoplasmique, l'appareil de Golgi, etc.
La nature des acides gras joue un rôle notamment dans la « fluidité » de ces membranes ainsi que dans leur perméabilité à certaines molécules ou à certains ions. Ainsi, plus la proportion d'acides gras saturés est élevée, plus la bicouche lipidique tend à « figer » du fait de la multiplication des interactions intermoléculaires le long de chaînes latérales aliphatiques qui tendent à s'organiser parallèlement entre elles ; à l'inverse, si la proportion d'acides gras insaturés augmente, les membranes tendent à se fluidifier en raison des « coudes » moléculaires introduits par chaque double liaison dans les chaînes latérales aliphatiques, coudes qui brisent la régularité des chaînes latérales aliphatiques et empêchent leur cristallisation en les empêchant de s'organiser parallèlement entre elles.
Ils permettent des mouvements spontanés dans la membrane. Singer et Nicholson l'ont décrite comme une mosaïque fluide. Les protéines membranaires ne la traversent que sous forme d'hélice alpha.
Une phosphatidylcholine, la dipalmitoylphosphatidylcholine (deux acides palmitiques) est le constituant majeur du surfactant pulmonaire. Les sphingomyélines sont abondantes dans le système nerveux, notamment dans la gaine de myéline.

## Composition
Il existe deux types de phospholipides :
- Ceux constitués avec de la sphingosine (sérine + acide gras), un acide gras, un phosphate et un alcool azoté.
- Ceux constitués de deux acides gras, une molécule de glycérol-3-phosphate et un alcool azoté.

Ils sont souvent insaturés sur un brin d'acide gras, c'est-à-dire qu'un des deux brins possède une double liaison entre deux atomes de carbone adjacents.
La répartition des phospholipides n'est pas homogène dans les membranes cellulaires entre les deux feuillets de la bicouche lipidique, on trouve davantage de phosphatidylcholine et sphingomyéline dans le feuillet externe et davantage de phosphatidylsérine et phosphatidylinositol (qui joue un rôle important dans la conduction des messages cellulaires en donnant de l'IP3 sous l'action d'une phospholipase C) dans le feuillet interne. La sphingomyéline ne contient pas de glycérol.

## Mobilité des lipides
Les lipides peuvent se mouvoir dans la membrane spontanément ou en utilisant de l'énergie sous forme d'ATP. Il existe ainsi des mouvements :
- latéraux, dans n'importe quelle direction ;
- rotation, du lipide sur lui-même ;
- flexion ;
- de bascule, un phospholipide passe d'une couche à l'autre de la membrane. Seul mouvement demandant de l'énergie car le pôle hydrophile passe dans la partie hydrophobe de la membrane. De plus, cela casse la fluidité membranaire. Les protéines nécessaires à ce mouvement sont les flippases et les floppases (le mouvement est aussi appelé flip-flop). Ceci est nécessaire dans la synthèse des membranes, les phospholipides sont apportés de l'intérieur et doivent repasser à l'extérieur (quand ils ne sont pas apportés par des vésicules).

## Abréviations usuelles
Les abréviations pour les phospholipides sont généralement :
- PC pour la phosphatidylcholine ;
- PE pour la phosphatidyléthanolamine ;
- PS pour la phosphatidylsérine ;
- PG pour le phosphatidylglycérol ;
- PA pour l'acide phosphatidique.

Les abréviations pour les chaînes grasses sont :
- O pour oléoyle (18:1) ;
- P pour palmitoyle (16:0) ;
- S pour stéaroyle (18:0) ;
- M pour myristoyle (14:0) ;
- L pour lauroyle (12:0) ;
- LO pour linoléoyle (18:2) ;
- E pour érucoyle (22:1) ;
- D pour décanoyle (10:0).

Lorsque l'on indique la nature des chaînes grasses, et si les deux chaînes sont identiques, on utilise la lettre D devant l'abréviation de la chaîne :
- DO pour dioléoyle (dérivé de l'acide oléique) ;
- DP pour dipalmytoyle (dérivé de l'acide palmitique).

Lorsque les chaînes grasses sont de nature différente, on indique en premier la chaîne en position 1 de la fonction glycérol, suivi de la chaîne en position 2 :
- OP pour un phospholipide 1-oléoyl-2-palmitoyl ;
- PO pour un 1-palmitoyl-2-oléoyl.

En rassemblant les deux abréviations, on obtient, par exemple :
- DOPC pour la dioléoylphosphatidylcholine ;
- DPPE pour la dipalmitoylphosphatidyléthanolamine ;
- DPPC pour la dipalmitoylphosphatidylcholine ;
- OPPC pour la 1-oléoyl-2-palmitoylphosphatidylcholine.